# Комаров Володимир Леонтійович
 Комаро́в Володи́мир Лео́нтійович (нар. 1 (13) жовтня 1869, Санкт-Петербург — 5 грудня 1945, Москва) — російський та совєцький ботанік, географ, мандрівник, систематик біологічних таксонів, академік. Президент Академії Наук СРСР (1936—1945), один з організаторів її філіалів, почесний президент географічного товариства СРСР. Член-кореспондент Академії наук (1914), дійсний член (1920), віце-президент (1930–1936) і президент (1936–1945) Академії наук СРСР.

## Дослідження
Досліджував природу Середньої Азії, Сибіру, Далекого Сходу, Маньчжурії.

### Камчатська експедиція
Керівник Камчатської комплексної експедиції Російського географічного товариства, яка 9 червня 1908 року прибула у Петропавловськ-Камчатський. Загін на чолі з ним проводив дослідження у літні сезони 1908–1909 років. За цей час двічі перетнув півострів по лінії Петропавловськ — Большерєцьк — Усть-Камчатськ — гирло р. Тігіль. Досліджував райони Петропавловська й Паратунських ключів, долини р. Авачі й Поперечної, район Малкинських гарячих джерел, долину р. Камчатка, околиці Кроноцького озера, гори Крашенникова, вулкани Узон та Кіхпинич, східне узбережжя острова.
Крім ботанічних, загін проводив також метеорологічні спостереження, вивчав озера, вулканічні та гірсько-льодовикові форми рельєфу, джерела, геологічну будову території, побут населення. Установив й описав гірські рослинні пояси на Східному (Валагінському) хребті, відкрив грязьові сопки. Уперше описав нові джерела й класифікував їх за хімічним складом.
Першим виявив сліди стародавнього зледеніння на Саянах. Відкрив родовища мінералу содаліту в Зеравшані. Зробив класичний опис рослинності Камчатки, запропонував розрізняти на кожному материку не тільки широтні зони, а й по три меридіальних (дві океанічні та одну континентальну).
Розробив ботаніко-георгафічне районування південної частини Далекого Сходу, обґрунтував межі виділених областей. Обробив ботанічні колекції Пржевальського М.М та Потаніна Г. М.

## Пам'ять

### Географічні об'єкти
Ім'ям Комарова названо
- Пік Комарова
- Льодовики
  - Льодовик Комарова (Тянь-Шань)
  - Льодовик Комарова (Урал)
- Гора Комарова
- Комарово — селище Ленінградської області.[8]
- Уссурійський заповідник імені академіка Комарова. В.Л

### Біологічні види
На честь Комарова названо 43 види рослин та тварин, серед яких
- Бражник Комарова[8]